# Alain Le Henry
Alain Le Henry és un guionista francès. Va col·laborar repetidament amb directors famosos: Diana Curis, Alexandra Arcadi, Régis Varnier i Jacques Audiard, amb qui va compartir el premi Pierre Kast al millor guió a la VIII edició de la Mostra de València per Poussière d'ange. El 1996 va guanyar el premi al millor guió per Un héros très discret al 49è Festival Internacional de Cinema de Canes.
El 2009 guanyar el premi al millor guió al Festival Internacional de Cinema de Montreal per Je suis heureux que ma mère soit vivante.

## Filmografia
- 1977 : Diabolo menthe de Diane Kurys
- 1980 : Cocktail Molotov de Diane Kurys
- 1980 : Mais qu'est-ce que j'ai fait au bon Dieu pour avoir une femme qui boit dans les cafés avec les hommes ? de Jan Saint-Hamont
- 1982 : Le Grand Pardon de Alexandre Arcady
- 1983 : Coup de foudre de Diane Kurys
- 1983 : Le Grand Carnaval de Alexandre Arcady
- 1985 : Subway de Luc Besson
- 1985 : Elsa, Elsa de Didier Haudepin
- 1986 : La Femme de ma vie de Régis Wargnier
- 1987 : Poussière d'ange d'Édouard Niermans
- 1987 : Dernier été à Tanger de Alexandre Arcady
- 1989 : Je suis le seigneur du château de Régis Wargnier
- 1990 : La Baule-les-Pins de Diane Kurys
- 1990 : La Fille des collines
- 1992 : Indochine de Régis Wargnier
- 1994 : Regarde les hommes tomber de Jacques Audiard
- 1995 : Une femme française de Régis Wargnier
- 1996 : Un héros très discret de Jacques Audiard
- 2009 : Je suis heureux que ma mère soit vivante de Claude Miller i Nathan Miller